# Крюкова Тамара Шамелівна
Тамара Крюкова Шамілівна — (нар.15.10.1958 р.) — російська письменниця осетинського походження. Членкиня Вищої Літературного Ради при Спілці письменників Росії (з 2009). Початком літературної кар'єри вважається 1 квітня 1996 року. Написала книгу «Костя + Ніка», за яку отримала диплом міжнародного фестивалю «Щасливі діти».

## Життєпис
Закінчила факультет іноземних мов Північно-Осетинського державного університету.
Працювала перекладачем в Єгипті; деякий час викладала англійську мову в Московському інституті геодезії, картографії та аерофотозйомки.
Разом з чоловіком виїжджала в довгострокові відрядження в Південний Єменн і Єгипет. У Південному Ємені пережила військові події, в ході яких дітей евакуювали в Росію.
З листів до сина народилася перша книга «Таємниця людей з подвійними особами», що вийшла в Північно-Осетинському видавництві «ІР» в 1989 році.
Серйозно зайнялася письменницькою роботою в Єгипті. Там були написані книги «Кришталевий ключ», «Будинок догори дном» і «Чудеса не навмисно»
Початком літературної кар'єри Тамара вважає 1 квітня 1996 року — день, коли в трьох різних видавництвах одночасно вийшли три книги.
«Казки дрімучого лісу» були перекладені і видані на шести європейських мовах.
«Кришталевий ключ» удостоївся видання за Брайлем в рамках Федеральної програми книговидання для сліпих і слабозорих дітей.
У 2005 р кінокомпанія «Ракурс» зняла фільм по книзі Тамари Крюкової «Костя + Ніка».

## Нагороди
- Диплом Міжнародного фестивалю «Щасливі діти» за створення повісті «Костя + Ніка» (2004).
- Лауреат першої премії Міжнародного громадського благодійного фонду «Російська культура» за відродження літератури для підлітків Росії.
- Ґран-прі XIV Міжнародного кінофестивалю «Артек».